# Поленчино
Поленчино (пол. Połęczyno, нім. Pollenschin) — село в Польщі, у гміні Сомоніно Картузького повіту Поморського воєводства.
Населення — 345 осіб (2011).
У 1975-1998 роках село належало до Гданського воєводства.

## Демографія
Демографічна структура станом на 31 березня 2011 року:
|          | Загалом | Допрацездатний вік | Працездатний вік | Постпрацездатний вік |
| -------- | ------- | ------------------ | ---------------- | -------------------- |
| Чоловіки | 175     | 51                 | 113              | 11                   |
| Жінки    | 170     | 42                 | 103              | 25                   |
| Разом    | 345     | 93                 | 216              | 36                   |